# Myotis pruinosus
Myotis pruinosus é uma espécie de morcego da família Vespertilionidae, encontrada somente no Japão.